# Sinclair QL
Le Sinclair QL fut le premier micro-ordinateur « professionnel » de la marque Sinclair. Il succède au ZX80, ZX81 et ZX Spectrum plus orientés vers une utilisation familiale.

## Présentation
Commercialisé en 1984, ce micro-ordinateur fut l'un des premiers à exploiter la famille de processeurs 68000 de Motorola (après le Lisa mais juste avant le Macintosh). Il est équipé d'un processeur 68008, version 8/16/32 bits du 68000, à 7,5 MHz.
Il est en outre doté de trois autres processeurs dédiés : le microcontrôleur Intel 8049 (cs) IPC (qui gère l'interface RS-232, l'audio, le clavier et le joystick), le Sinclair ZX8301 (génération de l'image TV, de l'horloge système et contrôle de la mémoire) et le Sinclair ZX8302 (contrôle des signaux des périphériques clavier, RS-232, réseau, Microdrive, interruption et horloge temps réel).
« QL » signifie dans la dénomination Sinclair Quantum Leap (saut quantique / saut en avant). En effet, ce micro-ordinateur était considéré par Sinclair et l'ensemble de la presse spécialisée comme une avancée très importante dans le monde de la micro-informatique. Ses caractéristiques sont en effet inédites : mémoire vive de 128 ko extensible à 640 ko, architecture avec coprocesseurs, interpréteur SuperBASIC intégré, deux prises réseau compatibles avec le ZX Spectrum, deux prises RS-232, un port d'extension.
Le QL était fourni avec quatre logiciels de base développés par la société Psion, toute jeune à l'époque. Ces logiciels correspondaient à une suite bureautique : QL Quill, Archive, Abacus et Easel ; respectivement un traitement de texte, un système de gestion de base de données (SGBD), un tableur et un logiciel de graphique (business graphic).

## Historique

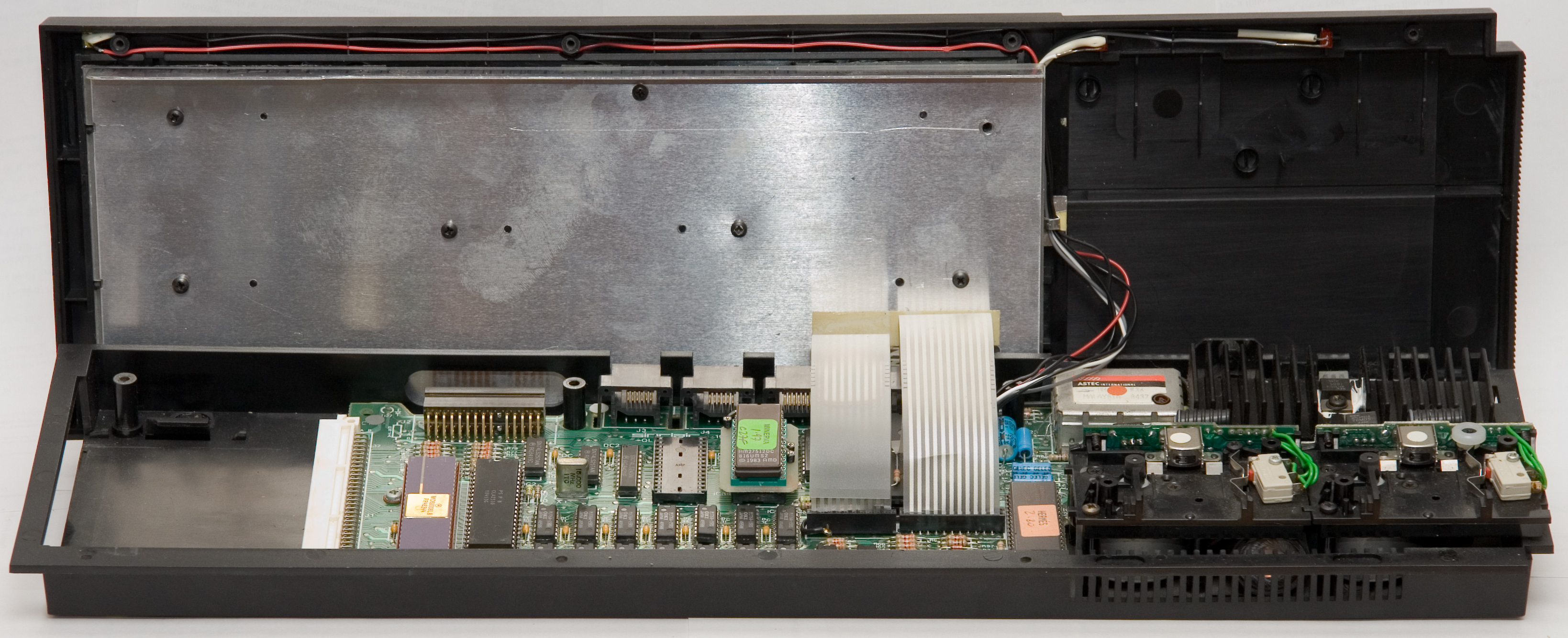
L’intérieur du Sinclair QL : le premier long circuit intégré sur la gauche est le processeur Motorola 68008.

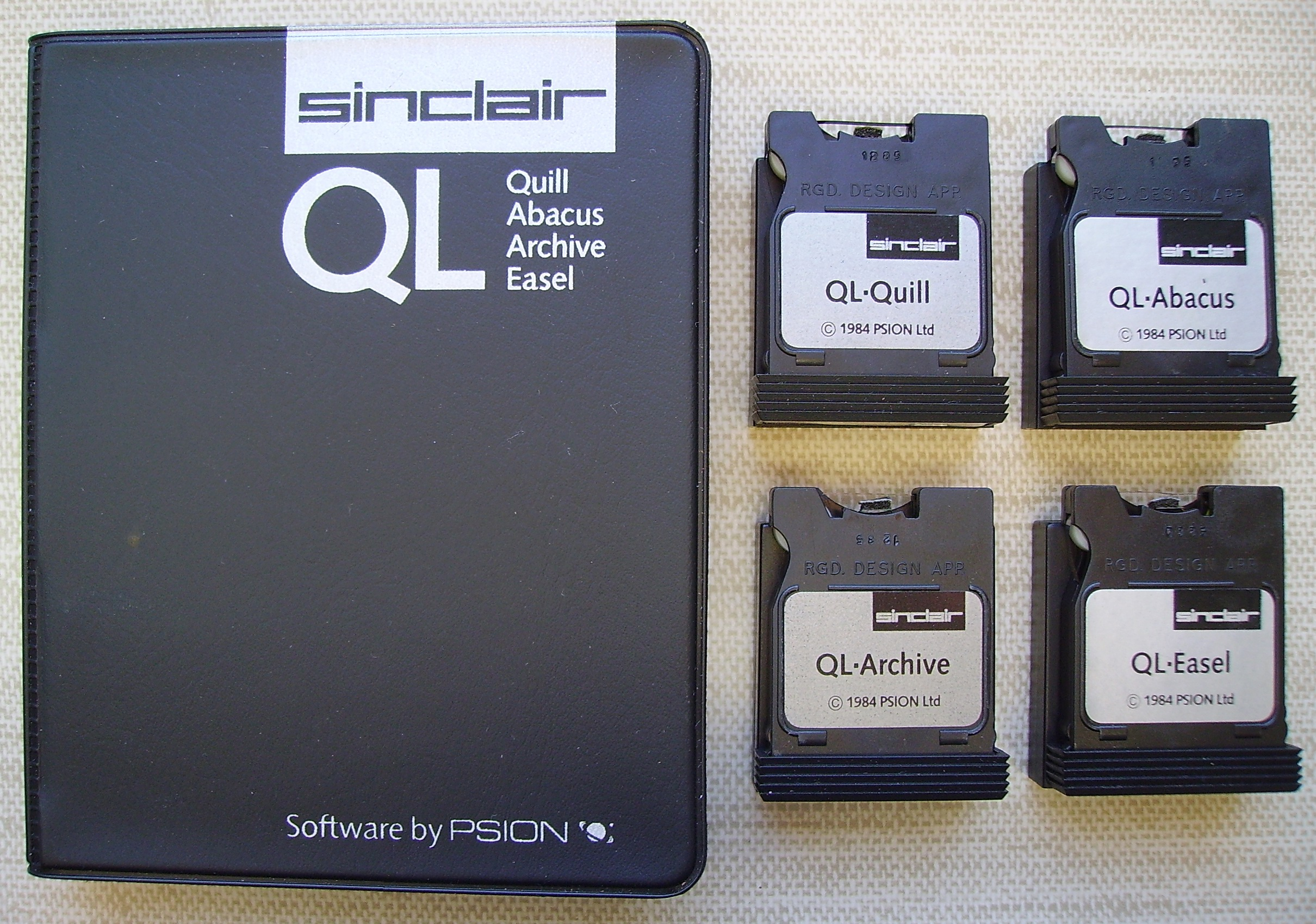
Logiciels Psion sur cartouches Microdrive.

Le Sinclair QL fut lancé dans la précipitation en janvier 1984 au prix de 399 £ afin d'être le premier micro-ordinateur 32 bits, ce qu'il ne fut pas vraiment puisque le 68008 communique avec le reste de la machine via un bus 8 bits. Beaucoup de personnes en Angleterre avaient acheté leurs ordinateurs à l'avance et les délais de livraison ont entraîné le mécontentement de ces clients.
En outre, le système d'exploitation était incomplet, les Microdrives (microlecteurs de cartouches) peu fiables, le SuperBASIC bogué et la disponibilité aléatoire. Malgré des caractéristiques de premier plan (multitâche préemptif, 32 bits, jusqu'à 640 ko de mémoire vive, réseau, etc.), le QL fut un gros échec et entraîna la vente de la marque Sinclair à son principal concurrent, Amstrad. Celui-ci, devant les mauvaises ventes et les problèmes techniques, décida d'arrêter la commercialisation du QL en juin 1986.
En 1998/99, une carte mère de micro-ordinateur du nom de Q40 a été créée afin de mettre à jour les performances du QL. Une version encore supérieure en performance, le Q60, est sortie depuis.

## Anecdotes
Le Sinclair QL est le second micro-ordinateur sur lequel s'est formé Linus Torvalds, le créateur du noyau Linux, après le Commodore VIC-20 qui lui a été transmis par son grand-père. Torvalds a entre autres développé à l'époque de nombreux outils pour cette machine (éditeur texte, compilateur, désassembleur) qui se sont avérés plus performants que les outils commerciaux ; il a aussi développé des jeux ou cloné certains jeux commerciaux.